# Johannes Semper
Johannes Semper (né le 22 mars 1892 à Pahuvere – mort le 21 février 1970 à Tallinn) est un poète et écrivain estonien.

## Biographie
Il naît dans une famille d’enseignants. Entre 1910 et 1927 son parcours éducatif est international :
- 1905–1910 Lycée de Pärnu
- 1910–1914 études de philologie romano-germanique à l'Université de Saint-Pétersbourg
- 1915–1916 l'architecture à l'Institut polytechnique de Riga
- 1916–1917 Académie militaire de Moscou
- 1921–1925 Université de Berlin
- 1926–1927 Paris

À partir de 1928 il étudie à l'Université de Tartu et il soutient sa thèse sur les œuvres de André Gide.

## Politique
En 1940, il est nommé Ministre de l'éducation de la République socialiste soviétique d'Estonie dont il a écrit l'hymne national, la musique est de Gustav Ernesaks.

## Œuvres
Parmi ses nombreuses œuvres, on peut citer :
- "Pierrot" (1917, 1919)
- "Jäljed liival" (1921)
- "Maa ja mereveersed rytmid" (1922)
- "Hiina kett" (1918)
- "Ellinor" ja "Sillatalad" (1927)
- "Armukadedus" (1933)

et ses traductions en estonien de Dante Alighieri “Uus elu" (1924) et de Victor Hugo “Jumalaema kirik Pariisis" (1924) dont l'analyse a posteriori pose des questions sur le totalitarisme.

## Articles
Parmi ses articles parus dans la revue Looming :
- Paul Morand., Looming 1924, nr. 10
- Maurice Barrés., Looming 1925, nr. 2
- Romain Rolland., Looming 1926, nr. 3
- Montaigne, Looming 1933, nr. 3
- Anna de Noailles, Looming 1933, nr. 5
- Mentalité française, Looming 1933, nr. 8
- Andrei Belõi, Looming 1934, nr. 3
- André Malraux, Looming 1934, nr. 5

## Prix et récompenses
- Écrivain honoré de la RSS d'Estonie, 1945
- Écrivain du peuple de la RSS d'Estonie